# اير سكان
اير سكان. هي شركة عسكرية خاصة متخصصة في المراقبة الجوية والأمن. 

## أنظر أيضاً
- استار

## روابط خارجية
- الموقع الرسمي